# Sepiola
Sepiola je rod glavonožca u redu Sepiolidae koji se sastoji od najmanje 14 poznatih vrsta.

## Vrste
Rod Sepiola:
- Sepiola affinis Naef, 1912
- Sepiola atlantica D'Orbigny, 1839-1842 in Férussac and D'Orbigny, 1834-1848
- Sepiola aurantiaca Jatta, 1896
- Sepiola birostrata Sasaki, 1918
- Sepiola intermedia Naef, 1912
- Sepiola knudseni Adam, 1984
- Sepiola ligulata Naef, 1912
- Sepiola parva Sasaki, 1913
- Sepiola pfefferi Grimpe, 1921
- Sepiola robusta Naef, 1912
- Sepiola rondeleti Leach, 1834 in Férussac and D'Orbigny, 1834-1848
- Sepiola rossiaeformis Pfeffer, 1884
- Sepiola steenstrupiana Levy, 1912
- Sepiola trirostrata Voss, 1962